# Bryan Herta Autosport
Le Bryan Herta Autosport est une écurie automobile américaine, dirigée par Bryan Herta, qui évolue en Indy Lights.

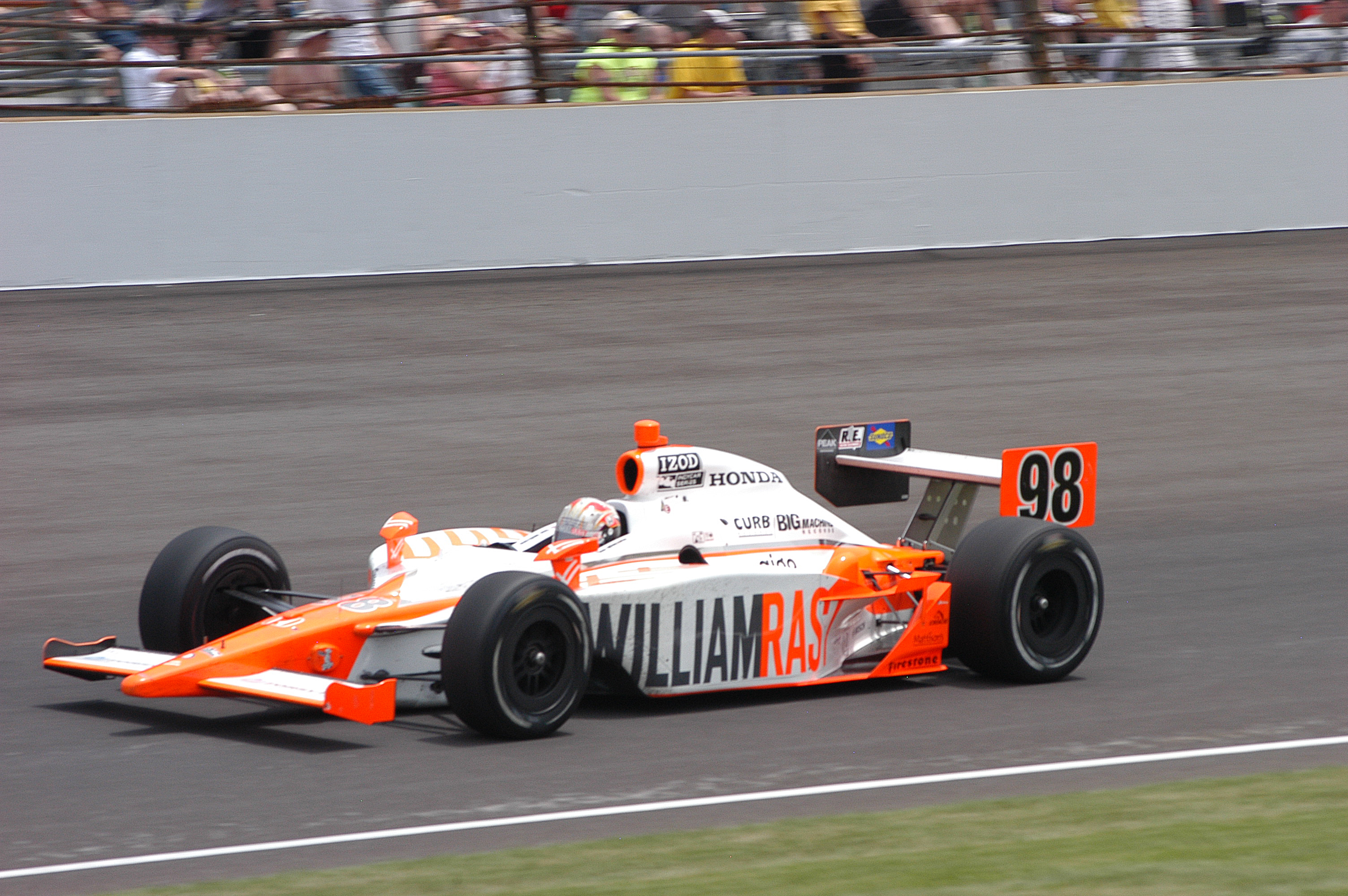
Dan Wheldon en 2011 à l'Indy 500.

Lors de la première saison de son équipe en 2009, Bryan Herta recrute l’Américain Daniel Herrington, celui-ci ramène une première victoire lors de l’épreuve de Chicago. Felipe Guimarães, l’autre recrue, réussit quant à lui à décrocher 2 autres podiums, ce sont des débuts prometteurs pour la jeune équipe.

En 2010,  Stefan Wilson signe une 3e place à St.Petersburg lors de la première course de la saison, alors que Sebastián Saavedra réussit à remporter la course de Newton, signant également 2 autres podiums lors de cette saison.
En 2011 et pour la 2e fois, Bryan Herta décide d’aligner une voiture pour les 500 miles d'Indianapolis. Ce sera la consécration pour le team qui remporte l’épreuve, grâce à Dan Wheldon.